# 4306 Dunaevskij
4306 Dunaevskij è un asteroide della fascia principale. Scoperto nel 1976, presenta un'orbita caratterizzata da un semiasse maggiore pari a 3,1264655 UA e da un'eccentricità di 0,1701017, inclinata di 1,79496° rispetto all'eclittica.